# Ceratomia hageni
Ceratomia hageni là một loài bướm đêm thuộc họ Sphingidae. Loài này có ở forests ở Ethiopia.
Chiều dài cánh trước khoảng 24–26 mm. Nó gần giống loài Dovania poecila, nhưng nhỏ hơn với râu dày hơn.

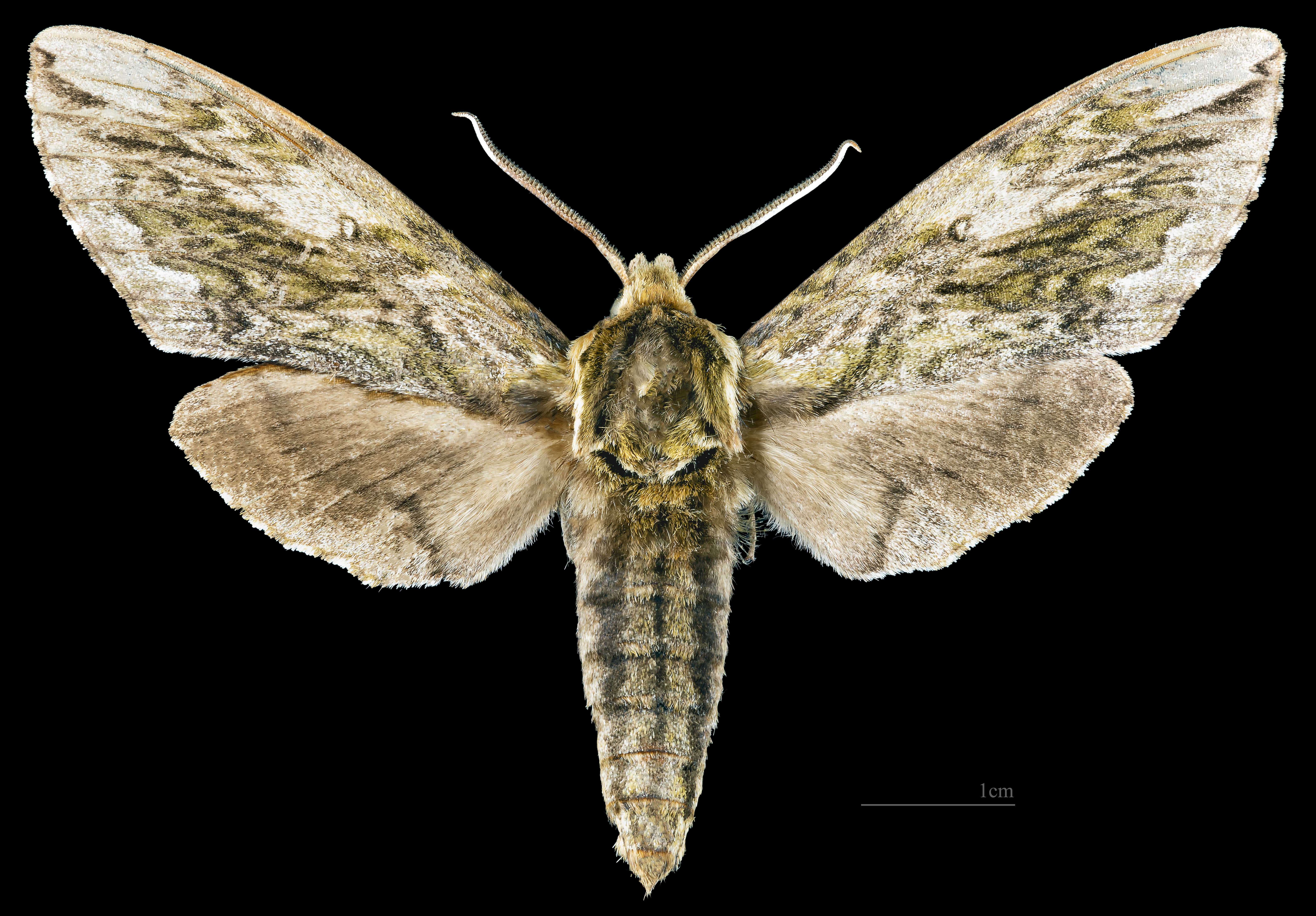
Ceratomia hageni ♂
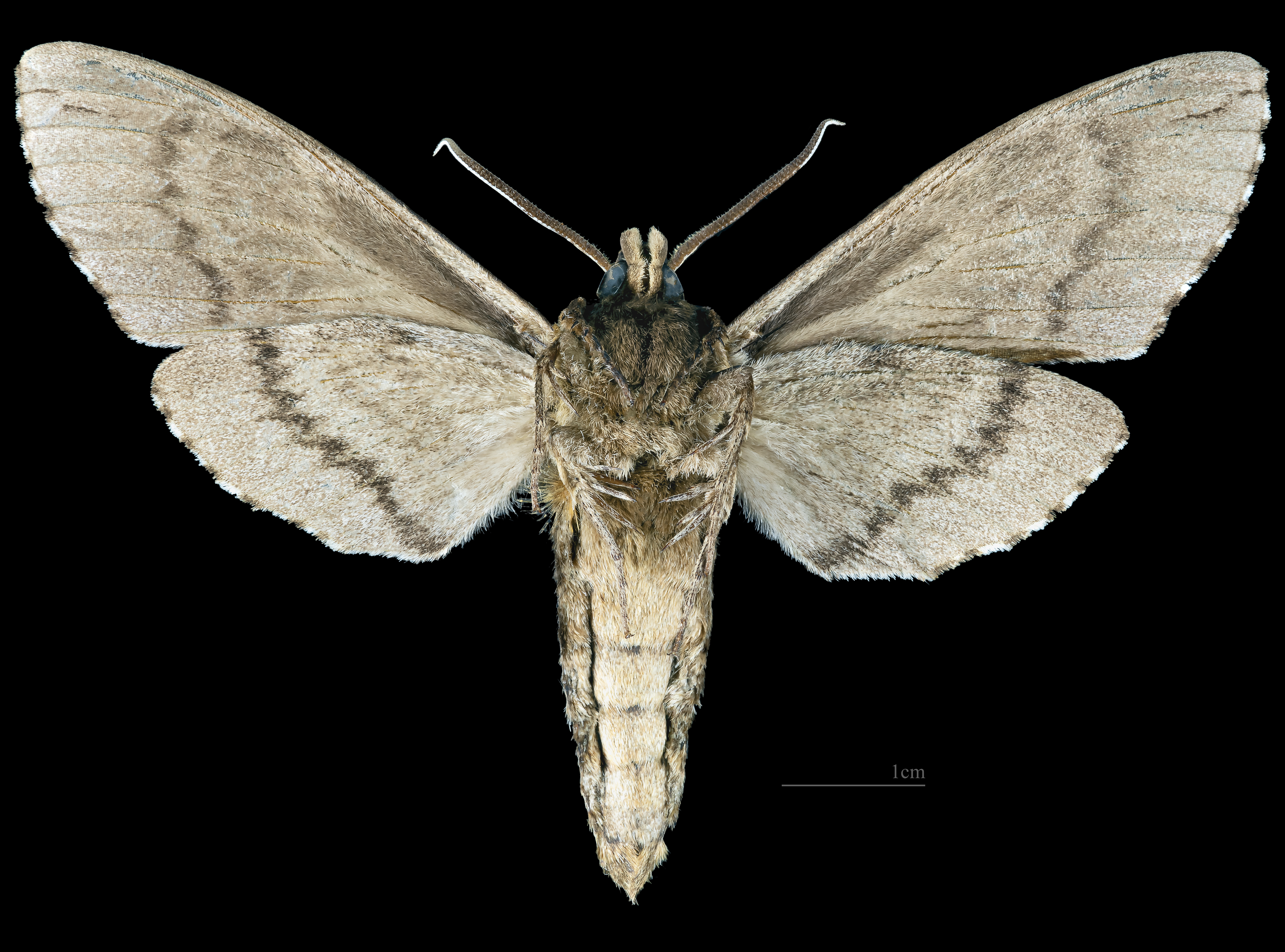
Ceratomia hageni ♂ △

## Hình ảnh

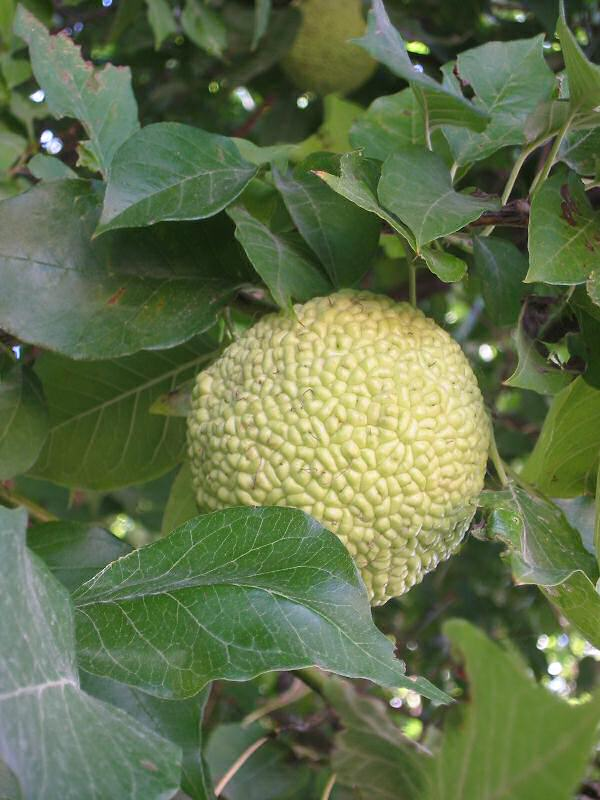